# Джигит (ледокол)
Ледокол № 3, канонерская лодка «Джигит» — ледокол многоцелевого назначения российского флота и Русской эскадры. Во время Первой мировой призван в состав флота. Во время Гражданской войны в России вооружён и использовался как канонерская лодка. Участвовала в бою у Обиточной косы. В ноябре 1920 года в ходе Крымской эвакуации ушла в Константинополь и далее в Бизерту.

## Конструкция и характеристики
- Водоизмещение: 1200 т.
- Размеры: длина — 59,4 м, ширина — 12,7 м, осадка — 5,4 м.
- Скорость полного хода: 12 узлов.
- Дальность плавания: — миль.
- Силовая установка: котломашинная, 2000 л. с., 1000 л. с. по состоянию на 1920 годы
- Экипаж: менялся[1].

Обводами одесский ледокол очень напоминал ледокол «Ермак», сильно уступая в размерах. Оба ледокола строились в одно время на верфи Armstrong, Whitworth & Co. (заводские номера отличаются на 6 единиц). Ледокол длиной 48 м вмещал в себя каюты для всех членов экипажа, кают-компанию, буфет, ванну, каюту для прислуги, запасные каюты для пассажиров и лоцманов. В движение Ледокол № 3 приводился паровой машиной мощностью более 2000 л. с. Помимо главной машины на ледоколе было установлено много вспомогательных паровых двигателей, они приводили в действие палубные краны, насосы для тушения пожаров на воде и в портах, а также при помощи пара вырабатывалось электричество для освещения помещений судна.

## Постройка
Портовый ледокол № 3 был заложен в Англии на судоверфи Armstrong, Whitworth & Co. (заводской № 690) в Лоу Волкере. Спущен на воду 28 июля 1899 года, сдан в октябре 1899 года. Имел порт приписки Одесса.

## Служба
Первый оператор — Отдел портов Министерства путей сообщения, позднее Отдел портов Министерства торговли и промышленности. Ледокол № 3 проработал в порту Одессы всего одну зимнюю навигацию, после чего удачное судно передали Министерству путей сообщения для работы во всей акватории Черного моря. Летом ледокол № 3 в основном служил буксиром, но часто из-за хорошей оснащенности внутренних помещений его использовали для поездок крупных чиновников.
В годы Первой мировой войны мобилизован и включен в состав Императорского Черноморского Флота. С 1918 года — «Джигит». В мае 1918 года корабль был захвачен германскими войсками, в ноябре 1918 года — белогвардейцами, а в декабре 1918 года — англо-французскими интервентами. С апреля 1919 года в качестве канонерской лодки входил в состав белогвардейского флота. Вооруженный одним 100-мм и двумя 75-мм орудиями, участвовал в морских боях с красной Азовской флотилией красных в августе 1920 г. в районе Бердянска и в сентябре 1920 г. у Обиточной косы.
В ноябре 1920 года был уведен врангелевцами при эвакуации из Крыма в Константинополь. После интернирования французскими властями остатков Русской эскадры в Бизерте ледокол «Джигит» списан 10 февраля 1923 года и был продан на слом в январе 1924 года.

## Командиры
- На 25 марта 1921 года капитан 2-го ранга Никитенко, Глеб Николаевич
- капитан 1-го ранга Вилькен В. В.